# Step You/Is This Love?
STEP you / is this LOVE? é o 35º single da cantora de japonesa Ayumi Hamasaki, lançado em 20 de abril de 2005. Foi o primeiro Maxi Single lançado pela cantora. "STEP you" foi usada em um comercial da Panasonic para promover "D-snap Audio" e "is this LOVE?" foi usada como tema musical em comercias para promover "Morinaga Bake". A versão CD+DVD do single continha três vídeos clips, além dos clips de "STEP you" e "is this LOVE?", foi lançado junto o vídeo da música "My name's WOMEN" do álbum MY STORY lançado em 2004. O single estreou em 1º lugar na Oricon e ficou por 19 semanas vendendo 345.340 cópias na primeira, sendo o 19º single mais vendido de 2005.
O single foi certificado Platina pela RIAJ, por vender mais de 250.000 cópias vendidas.

## Faixas
Todas as faixas escritas e compostas por Ayumi Hamasaki. 
| CD  |                                        |               |         |  |
| N.º | Título                                 | Música        | Duração |  |
| 1.  | "STEP you"                             | Kazuhiro Hara | 4:23    |  |
| 2.  | "is this LOVE?"                        | Miki Watanabe | 4:50    |  |
| 3.  | "STEP you (instrumental version)"      | Kazuhiro Hara | 4:24    |  |
| 4.  | "is this LOVE? (instrumental version)" | Miki Watanabe | 4:52    |  |

| DVD |                                |         |  |
| N.º | Título                         | Duração |  |
| 1.  | "STEP you (Vídeo Clip)"        | 4:52    |  |
| 2.  | "is this LOVE? (Vídeo Clip)"   | 4:55    |  |
| 3.  | "my name's WOMEN (Vídeo Clip)" | 9:22    |  |

## Vendas
| Parada                           | Posição | Total de Vendas | Semanas |
| -------------------------------- | ------- | --------------- | ------- |
| Oricon Parada Diária de Singles  | 1       | 345,340         | 19      |
| Oricon Parada Semanal de Singles | 1       | 345,340         | 19      |
| Oricon Parada Mensal de Singles  | 1       | 345,340         | 19      |
| Oricon Parada Anual de Singles   | 19      | 345,340         | 19      |